# Richard Thompson (atleta)
Richard "Torpede" Thompson (7 de juny de 1985) és un atleta de velocitat de Cascade, Trinitat i Tobago, especialista en la prova dels 100 metres llisos. Posseeix el 9è millor temps de la història en aquesta disciplina i el rècord de Trinitat i Tobago amb una marca de 9.82 segons. De vegades competeix en els 200 metres i compta amb el segon millor temps d'un atleta de Trinitat i Tobago; el seu millor temps de 20,18 és 0,99 segons més lent que el del titular del rècord mundial, Usain Bolt.
Thompson va estudiar a la Universitat Estatal de Louisiana (LSU) i el 2008 va batre el rècord dels 60 metres en interior a la National Collegiate Athletic Association (NCAA), la seva última temporada d'atletisme com a col·legiat.